# Taeniosea
Parastichtis là một chi bướm đêm thuộc họ Noctuidae.